# Vilanova de Arousa

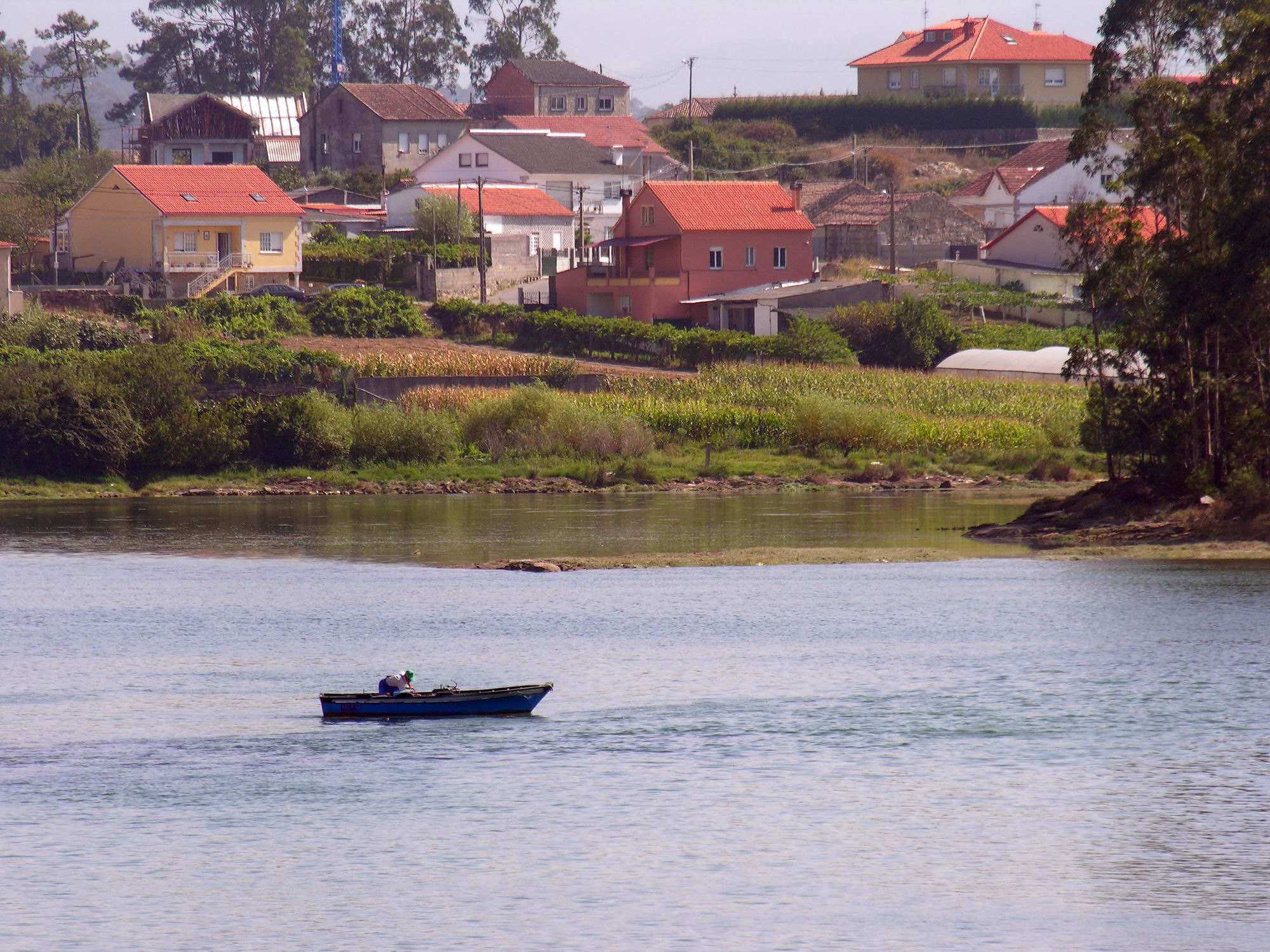

Vilanova de Arousa este o municipalitate din regiunea Galicia, Spania, în provincia Pontevedra.

## Persoane notabile
Aici s-a născut scriitorul spaniol Ramón María del Valle-Inclán în 1866.